# 錯誤資訊
錯誤資訊（英語：Misinformation）是假的或是會造成誤導的資訊。錯誤資訊和造假資訊（Disinformation）不同，錯誤資訊雖有誤或不準確，但散播者不一定有意要誤導大眾，而造假資訊是刻意誤導大眾，並且進行傳播的資訊。早期對錯誤資訊的定義集中在明顯錯誤、不正確或是不真實的敘述，因此對錯誤資訊比較狹義的定義是指其資料來源不準確、不完整或是錯誤。不過近來對錯誤資訊的定義集中在欺騙，而不只是資訊的不準確，其原因是在於錯誤資訊可能包括謊言、選擇性的事實，以及片面事實。
有關修正錯誤資訊的研究著重在事實查核，不過雖可以針對新聞進行事實查核，但無法對信念進行事實查核，而且研究指出事實查核會有反效果。其他研究指出人們容易受到錯誤資訊影響的原因。人們比較容易相信錯誤資訊，因為他們和所看的、所聽的內容有情感上的連結。社群媒體讓社會大眾可以隨時獲得資訊，而且讓許多人一下子就因為其所得到的資訊而連結。科技的進步改變人們交流資訊的方式，也改變了錯誤資訊傳播的方式。錯誤資訊會衝擊大眾接受資訊的能力，因此也會影響社群、政治以及醫學等領域。